# Hypsiboas latistriatus
Hypsiboas latistriatus är en groddjursart som först beskrevs av Ulisses Caramaschi och Cruz 2004.  Hypsiboas latistriatus ingår i släktet Hypsiboas och familjen lövgrodor. IUCN kategoriserar arten globalt som otillräckligt studerad. Inga underarter finns listade i Catalogue of Life.